# Kalksteinbruch Salzgitter-Salder
Der Kalksteinbruch Salzgitter-Salder (oft kurz Steinbruch Salder oder auch Steinbruch am Hasselberg genannt) ist ein auflässiger Steinbruch südlich des Salzgitteraner Stadtteils Salder im südöstlichen Niedersachsen. Als Typlokalität der Untergrenze (Global Stratotype Section and Point, GSSP) des Coniac (Oberkreide) ist er von herausragender geologischer Bedeutung.

## Lage und Ausdehnung
Der Steinbruch liegt rund 600 m südlich von Salder im nordöstlichen Teil des Hasselbergs, einer kleinen Anhöhe am östlichen Nordrand der Lichtenberge, dem nördlichen, in Ost-West-Richtung verlaufenden Abschnitt des Salzgitter-Höhenzuges. Der Steinbruch erstreckt sich auf einer Fläche von rund 12 Hektar, bei knapp 750 Metern maximaler Längenausdehnung parallel zum lokalen Streichen der Schichten (westnordwest-ostsüdost) und rund 320 Meter quer zum Streichen (südsüdwest-nordnordost). Der gesamte nordwestliche Teil des Bruches ist allerdings bereits relativ stark bewachsen und nur noch schwer zugänglich.

## Geologie

### Allgemeines

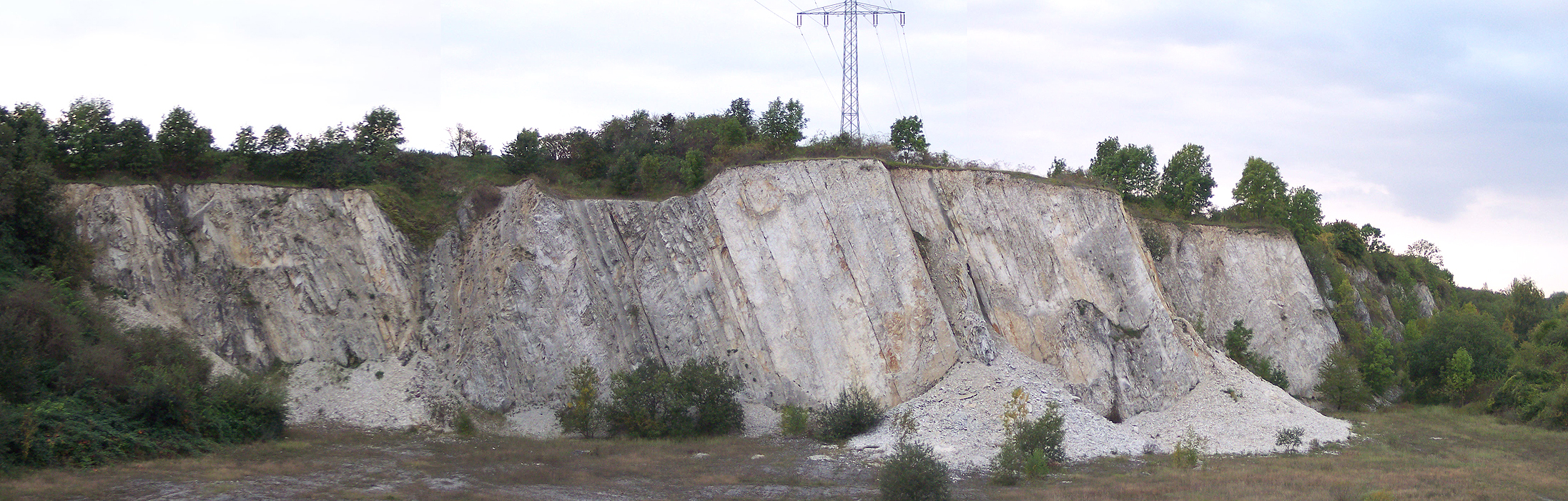
Blick auf die Westwand des Steinbruches Salzgitter-Salder. Der Grenzbereich vom Mittel- zum Oberturon und damit der Übergangsbereich zur Salder-Formation liegt im zweiten Bildviertel von links, unterhalb der Basis der ersten massigen Kalksteinbank. Das Turon-Coniac-Grenzintervall befindet sich im tieferen Teil der Erwitte-Formation („Grau-Weiße-Wechselfolge“) ganz rechts im relativ stark bewachsenen und stufenartig nach Westen zurückschreitenden Teil der Wand. Man beachte auch das steile Einfallen der Schichten.

Der Steinbruch wurde in Kalksteinschichten der Oberkreide angelegt. Da der Lichtenberger Höhenzug seine Entstehung dem Aufdringen von Salz aus dem tiefen Untergrund in Richtung Oberfläche verdankt (Halokinese), das die über ihm liegenden Ablagerungen stark aufgewölbt hat, sind die dort aufgeschlossenen Schichten steilgestellt, wobei sie aufgrund der Lage an der Nordflanke des Salzsattels bzw. am Südrand der benachbarten Lesser Kreidemulde mit ungefähr 70° nach Norden bis Nordnordosten einfallen. Des Weiteren befindet sich im Untergrund nördlich von Salder das südliche Ende der morphologisch weitgehend unauffälligen Broistedt-Wendeburger Salzstruktur, das von Nordosten in den südöstlichen Teil der Lesser Mulde hineinragt.
Bei den aufgeschlossenen Gesteinen handelt es sich um eine ca. 200 Meter mächtige Abfolge aus feinkörnigen, relativ reinen (82 bis 92 % CaCO3), hellen Kalksteinen („Plänerkalke“) in Wechsellagerung mit dunkleren Kalkmergel- und/oder Tonmergelsteinlagen (24 bis 67 % CaCO3). Anteil und Mächtigkeit von Kalk- und Mergellagen schwanken im Verlauf der Abfolge z. T. stark, wobei insgesamt die Kalksteine in der Abfolge deutlich dominieren. Allerdings sind in Salder sowohl der primäre Tongehalt in den Kalksteinen als auch die Mächtigkeit des aufgeschlossenen Intervalls generell höher als im Norden der Lesser Mulde (Raum Söhlde). Dies wird auf eine lokal größere Wassertiefe im Ablagerungszeitraum infolge einer verstärkten halokinetischen Senkenbildung (permanent erhöhte Schaffung von Akkommodationsraum), ausgelöst durch die Abwanderung von Salz aus dem Untergrund in Richtung der beiden benachbarten Salzstrukturen, zurückgeführt.
Aufgrund ihrer Fossilführung können die Kalk- und Mergelsteine chronostratigraphisch den Stufen Turon und Coniac (genauer: Mittel-Turon bis Unter-Coniac) zugeordnet werden, das heißt, sie haben ein numerisches Alter zwischen 93,9 und 86,3 Millionen Jahren. Lithostratographisch gehören sie der Salder-Formation und Erwitte-Formation an. Ganz im Süden des Steinbruchs stehen zudem noch als „Weißpläner“ ausgebildete laterale Äquivalente der Oberen Rotpläner der Söhlde-Formation an. * Die Gesteine von Salder sind aus mehr oder weniger tonmineralreichen Hochsee-Karbonatschlämmen hervorgegangen und bezeugen, dass Norddeutschland in der Treibhauswelt der älteren Oberkreide von einem vergleichsweise tiefen Epikontinentalmeer bedeckt war.

### Fossilien

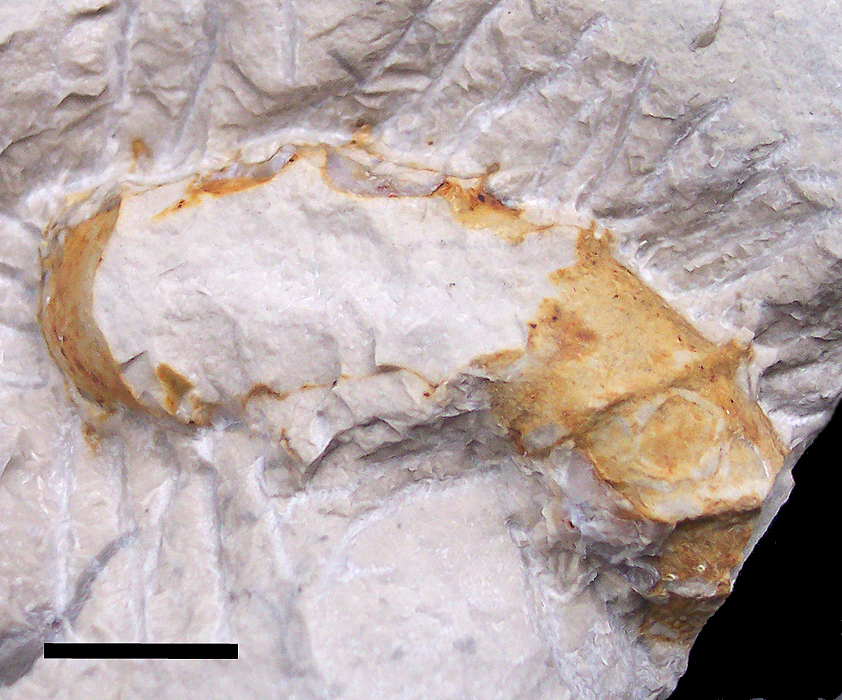
Beschädigtes Fragment des heteromorphen Ammoniten Hyphantoceras reussianum aus dem Ober-Turon des Steinbruches Salder (Länge des Maßstabsbalkens: 1 cm)

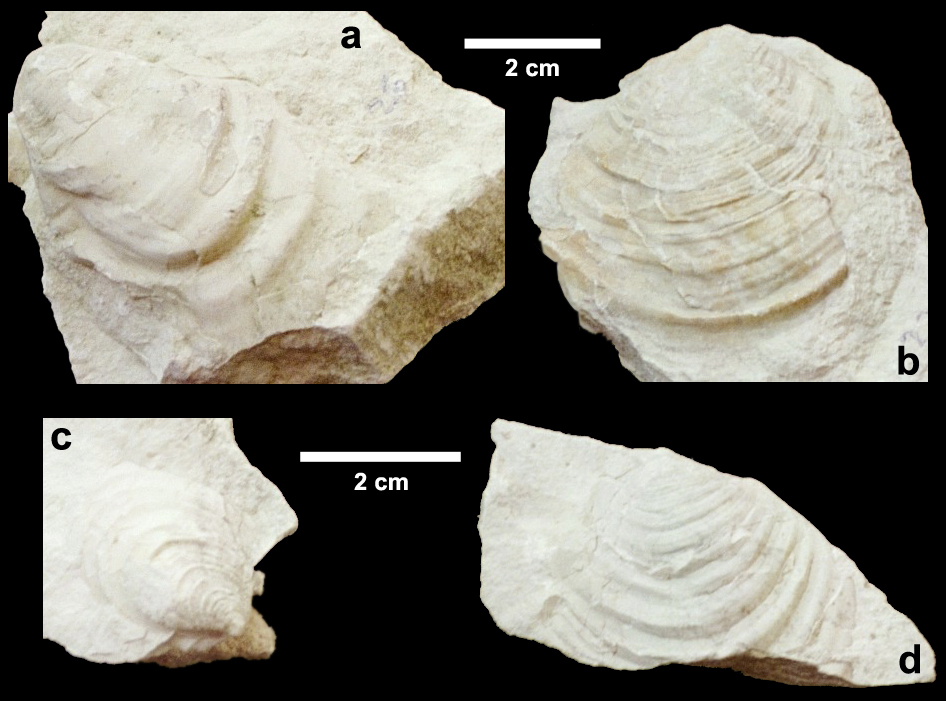
Typische Vertreter der Inoceramenfauna des Steinbruches Salder, u. a. mit dem Indextaxon der Coniac-Basis, Cremnoceramus deformis erectus (d)

Der Steinbruch verfügt über eine der reichhaltigsten und stratigraphisch durchaltendsten Überlieferungen von inoceramiden Muscheln in Europa. Diese zeigt u. a. den für den Turon-Coniac-Grenzbereich typischen drastischen Wechsel von einer Muschelfauna, die durch die Gattung Mytiloides dominiert ist, hin zu einer Fauna, die durch die Gattung Cremnoceramus dominiert ist. Die ?inoceramide Gattung Didymotis, die auf das Ober-Turon und unterste Coniac beschränkt ist, ist in Salder ebenfalls häufig. Neben Muscheln kommen, wenngleich deutlich weniger häufig, Brachiopoden (u. a. Orbirhynchia), irreguläre Seeigel aus der Gruppe der Herzseeigel (Spatangoida, u. a. Sternotaxis und Micraster) sowie heteromorphe Ammoniten (u. a. Hyphantoceras und Scaphites) vor. Die häufigsten Wirbeltierreste sind isolierte Knochenfischzähne und -schuppen. Theoretisch sind auch Funde von Hai- oder sogar Mosasaurierzähnen möglich.

### GSSP des Coniac
Der Kalksteinbruch Salzgitter-Salder wurde 1995 von den Mitgliedern der entsprechenden Arbeitsgruppe der Kreide-Subkommission der International Commission on Stratigraphy (ICS) zum Hauptkandidat für den „globalen Grenzstratotypus“ (Global Stratotype Section and Point, GSSP) des Coniac, der dritten Stufe der Oberkreide bestimmt. Im Zuge dessen wurde als primäres biostratigraphisches Kennzeichen der Coniac-Untergrenze das erste Auftreten (englisch first appearance date, FAD) der inoceramiden Muschel Cremnoceramus deformis erectus (Meek, 1877), seinerzeit Cremnoceramus rotundatus (sensu Tröger non Fiege) ** festgelegt. Als Vorzüge von Salder galten damals der Umstand, dass die Abfolge keine offensichtlichen Schichtlücken aufwies, dass es sich um den am besten untersuchten aller bis dahin vorgeschlagenen Aufschlüsse handelte, für den daher eine Fülle von feinstratigraphischen Informationen dokumentiert war, dass der Steinbruch in der näheren Zukunft zugänglich bleiben sollte sowie die außergewöhnlich vollständige geologische Überlieferung der Inoceramenfaunen. Als nachteilig galten die relativ starke diagenetische Überprägung des primären, weit überwiegend karbonatischen Sediments, die sich ungünstig auf die Erhaltung von Mikrofossilien ausgewirkt hat, sowie die relative Armut an Ammoniten, den wichtigsten Makroleitfossilien des Mesozoikums.
In den 2000er Jahren war eine im Steilufer der Weichsel in Słupia Nadbrzeżna (Polen) aufgeschlossene Schichtenfolge des Turon-Coniac-Grenzintervalls eingehender untersucht worden, wobei sich herausstellte, dass, während in Salder das FAD von Cremnoceramus deformis erectus in Form eines Massenauftretens (engl.: flood occurence), des sogenannten erectus-I-Events vorliegt, sich an der Weichsel das erectus-I-Event etwa 1,5 Meter oberhalb dem FAD von C. d. erectus befindet. Dies bedeutet, dass das Grenzintervall in Salder wahrscheinlich doch lückenhaft ausgebildet („kondensiert“) ist. Da die Aufschlussverhältnisse in Słupia Nadbrzeżna zu schlecht sind, um als alleiniger GSSP in Frage zu kommen, war 2010 eine Kombination aus den Aufschlüssen von Salder und Słupia Nadbrzeżna als GSSP vorgeschlagen worden („composite Global Boundary Stratotype Section and Point“). Dieser Vorschlag fand unter den übrigen Mitgliedern der Arbeitsgruppe für den Coniacium-GSSP weitgehende Zustimmung, jedoch galt ein einzelner Aufschluss weiterhin als die erstrebenswerteste Variante. In diesem Zusammenhang wurden seit 2013 mehrere Aufschlüsse in Nordamerika (vgl. Western Interior Seaway) und Kasachstan untersucht, von denen einer in Coahuila (Mexiko) als vielversprechend eingestuft wurde. Wegen politisch instabiler Verhältnisse in dieser Region sollte jedoch versucht werden, eine Ausweichlokalität im Big Bend National Park im nördlich benachbarten Texas zu finden. Ein einst als GSSP-Option gehandelter Bahneinschnitt nördlich des Pueblo-Stausees am Oberlauf des Arkansas River in Colorado, in dessen unmittelbarer Nachbarschaft sich bereits der GSSP für das Turon befindet, stand seinerzeit wegen bedeutender Schichtlücken schon nicht mehr in der engeren Auswahl.
Nach einer Neubearbeitung der Kohlenstoffisotopen- und Biostratigraphie des Turon-Coniac-Grenzintervalls im Steinbruch Salder Ende der 2010er Jahre entschied sich die Coniac-GSSP-Arbeitsgruppe letztendlich doch für diesen Standort. Der Vorschlag wurde daraufhin zur Diskussion und Abstimmung an die höheren Instanzen (Subkommission für Kreidestratigraphie der ICS, ICS sowie Exekutivkomitee der International Union of Geological Sciences, IUGS) weitergereicht. Im Frühjahr 2021 beschloss das IUGS-Exekutivkomitee schließlich die Ratifizierung des Vorschlags. Damit war der Kalksteinbruch Salzgitter-Salder der zweite deutsche GSSP nach dem 1984 definierten Wetteldorfer Richtschnitt.

## Geschichte und Nachnutzungskonzept
Der Kalksteinabbau am Hasselberg begann 1885. Der heutige Steinbruch war bis 1992 aktiv und befand sich seinerzeit im Besitz der Fels-Werke Peine Salzgitter GmbH. Der Kalkstein wurde für die Zementherstellung, als Zuschlagstoff für die Eisenverhüttung sowie als Baumaterial für den Damm- und Straßenbau verwendet. Mehr als 10 Jahre nach seiner Auflassung, im März 2005, kaufte die Stiftung Naturlandschaft des BUND-Landesverbandes Niedersachsen den Steinbruch. Im Rahmen des Projekts „Geotope im Spannungsfeld zwischen Schutz und Nutzung“ wurde von der BUND-Kreisgruppe Salzgitter in Zusammenarbeit mit dem Freilicht- und Erlebnismuseum Ostfalen (FEMO) ein Konzept für die Zukunft des Steinbruches erarbeitet. Dieses beinhaltet u. a. die regelmäßige Durchführung von Maßnahmen, die die natürliche Sukzession verhindern, sodass der relativ ausgedehnte (Pionier-)Kalkmagerrasen im Südteil des Steinbruches (siehe unten) erhalten bleibt. Dies dient zum einen dem Naturschutz, da derartige offene Standorte überdurchschnittlich vielen Rote-Liste-Arten einen Lebensraum bieten, und zum anderen kommt es dem Interesse an einer geotouristischen und geowissenschaftlichen Nachnutzung entgegen, da so die leichte Zugänglichkeit der entsprechenden Steinbruchbereiche erhalten bleibt. So ist der Steinbruch Salzgitter-Salder mittlerweile ein „Geopunkt“ des Geoparks Harz – Braunschweiger Land – Ostfalen und wird von mehreren Universitäten seit vielen Jahren für Lehrexkursionen/Geländeübungen im Rahmen von Geologie-Studiengängen genutzt. Seit 2021 ist er zudem GSSP des Coniac.

## Flora und Fauna (rezent)

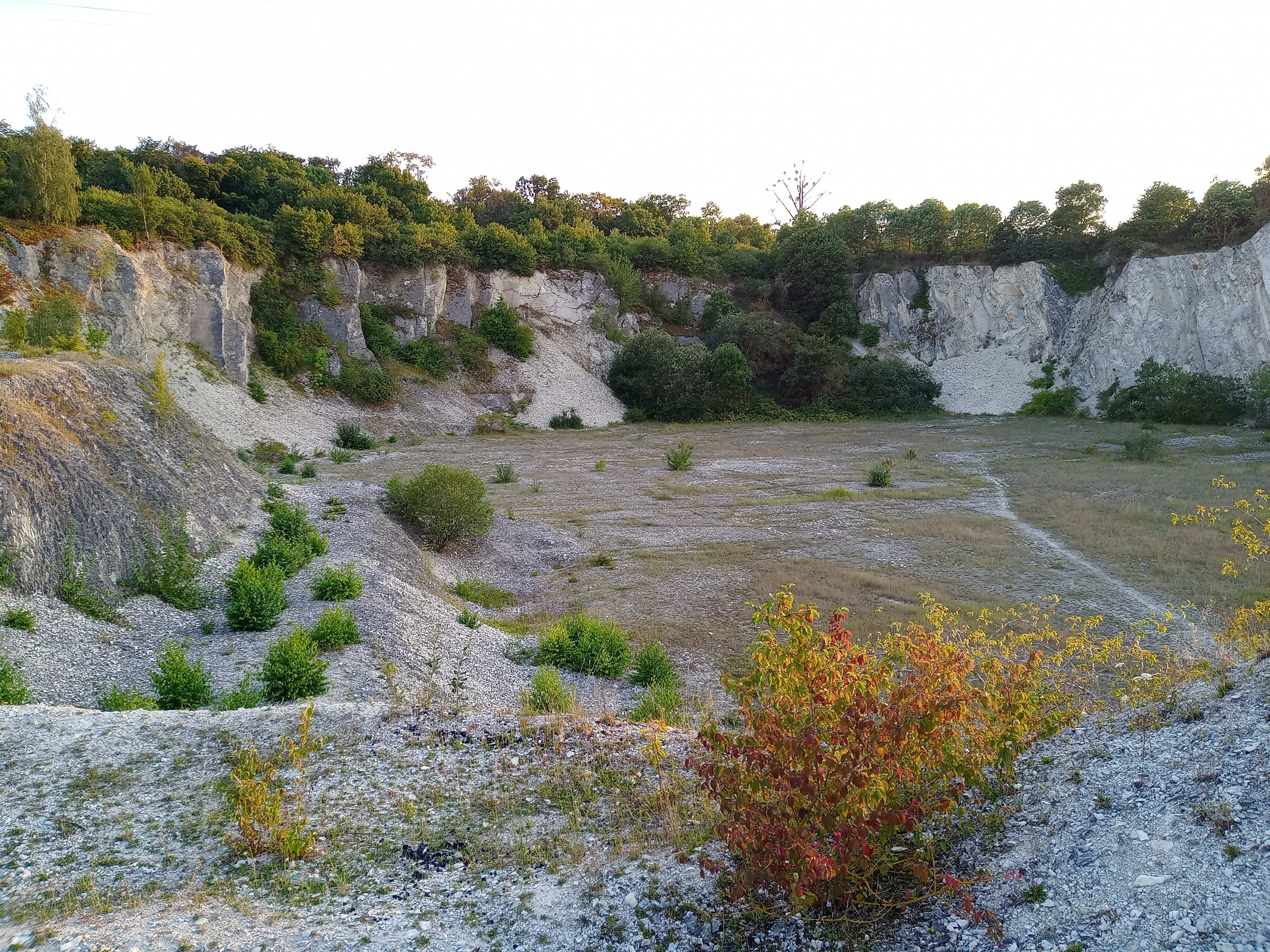
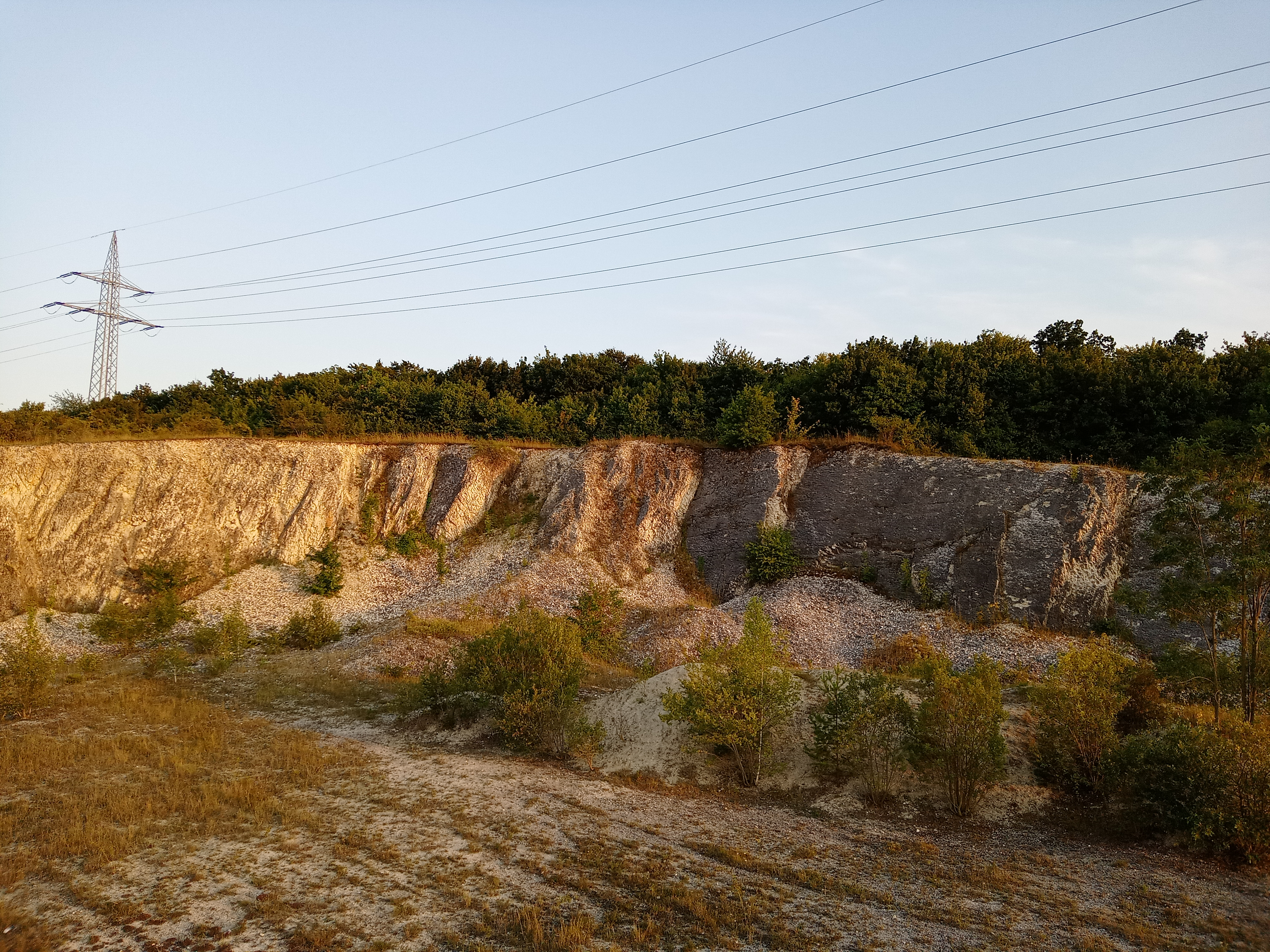
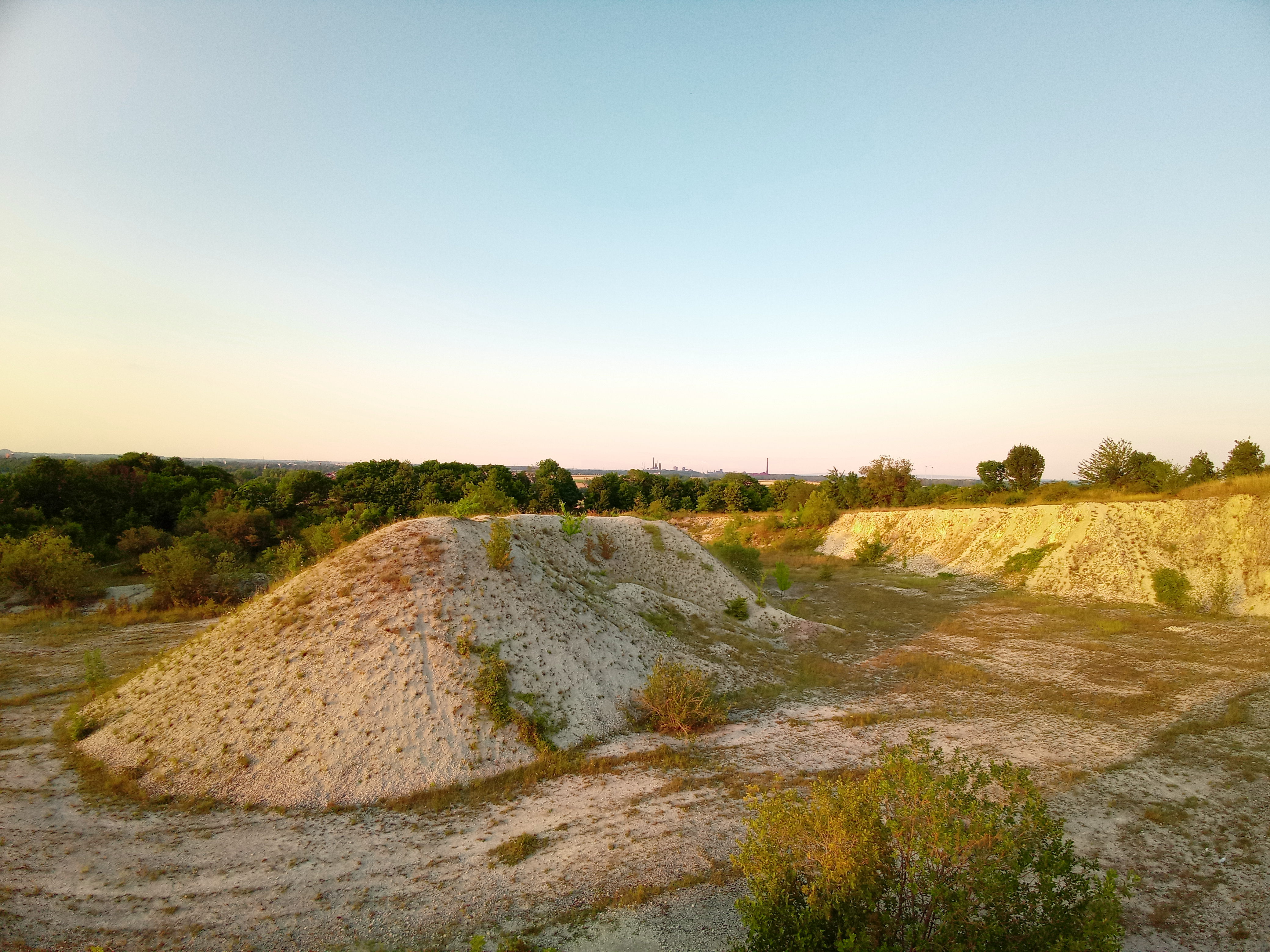

Seit der endgültigen Einstellung des Kalksteinabbaus im Jahr 1992 hat sich auf dem Steinbruchgelände weitgehend natürlich ein Mosaik aus Kleinbiotopen mit einer hohen Artenvielfalt entwickelt, das als „einzigartig“ und in dieser Form besonders schützenswert beschrieben wird. Die im Zuge des Projektes „Geotope im Spannungsfeld zwischen Schutz und Nutzung“ im Jahr 2005 durchgeführte Biotopkartierung unterscheidet neun bis zehn verschiedene Biotoptypen und -subtypen. Als besonders bedeutend gelten die verschiedenen Formen von Kalkmagerrasen im Südteil des Steinbruchs, und zwar sowohl hinsichtlich der relativ großen Fläche, die sie einnehmen, als auch hinsichtlich der seltenen und/oder bedrohten Pflanzenarten, denen sie als Standorte dienen (u. a. dem Gewöhnlichen Fransenenzian, Gentianopsis ciliata), sowie das von Verlandung bedrohte Feuchtbiotop im Ostteil. Im Nordwesten des Steinbruches, wo die Sukzession schon relativ weit fortgeschritten ist, finden sich unter den Gehölzen Neophyten wie der Tatarische Hartriegel (Cornus alba), die Fächer-Zwergmispel (Cotoneaster horizontalis), der Große Pfeifenstrauch (Philadelphus cf. coronarius) und der Essigbaum (Rhus hirta), was zeigt, dass die „Rückeroberung“ des Steinbruches durch die Natur nicht gänzlich unbeeinflusst vom Menschen ablief: Vermutlich gelangten diese Pflanzenarten durch die Entsorgung von Gartenabfällen oder dergleichen dorthin.
Eine 2005 in Auftrag gegebene spezielle „faunistisch-ökologische Untersuchung zur Erfassung der Fauna der Webspinnen und Weberknechte“ erbrachte, dass im Untersuchungszeitraum 150 solcher Arten im Steinbruch lebten, von denen 23 in der Roten Liste Niedersachsens (davon 21 % als stark bedroht kategorisiert) oder Deutschlands aufgeführt waren. Für wärmeliebende Insekten wie Ameisen sind insbesondere die Magerrasenhabitate und die Kalksteinfelsen ein bedeutender Lebensraum. Des Weiteren sind im Steinbruch zahlreiche Libellenarten beheimatet, u. a. die Südliche Binsenjungfer (Lestes barbarus). Auch sind in den Jahren „2009 und 2010 […] mehr als 200 Exemplare der gesetzlich streng geschützten blauflügligen Sandschrecke (Sphingonotus caerulans) erfolgreich in den Steinbruch Salder“ umgesiedelt worden. Ein weiteres hervorzuhebendes Element der Wirbellosenfauna ist die in Deutschland seltene Quendelschnecke (Candidula unifasciata). Aufgrund der Habitatdiversität weist der Steinbruch zudem eine vielfältige Vogelfauna auf. So wurden u. a. Neuntöter (Lanius collurio) beobachtet. Außerdem brütet, mit Unterbrechungen, ein Uhupärchen (Bubo bubo) in den Kalksteinfelsen.